# كارستن هوتويلكر
كارستن هوتويلكر (مواليد 27 أغسطس 1971) هو لاعب كرة قدم ألماني محترف سابق  لعب كظهير أيسر .  كان آخر مرة يدير فيها نادي فوبرتال الرياضي.